# Aldeyjarfoss

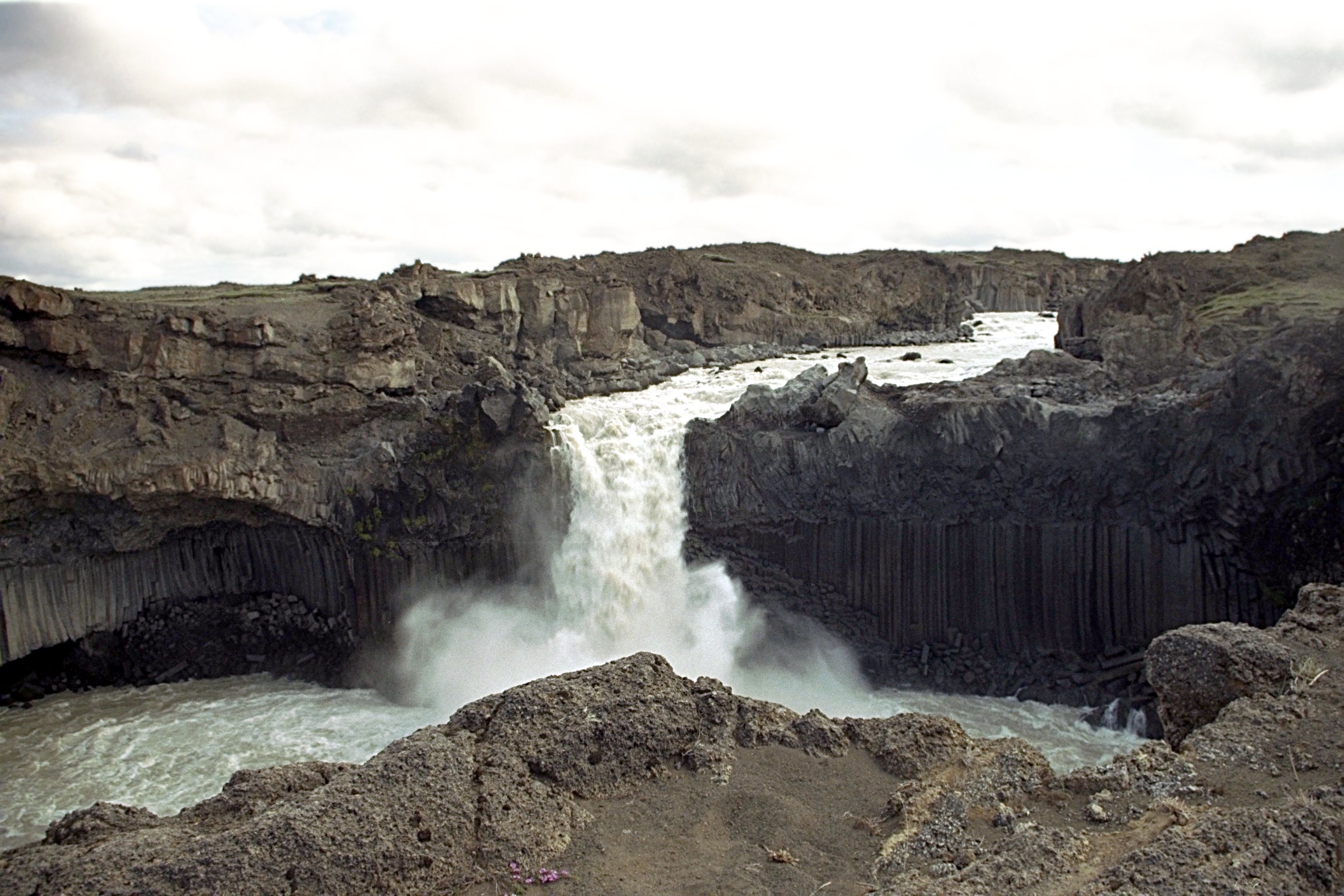
Aldeyjarfoss

Aldeyjarfoss är ett vattenfall i norra Island. Älven Skjálfandafljót rinner ner här med en höjd på 20 meter.